# Ubi caritas

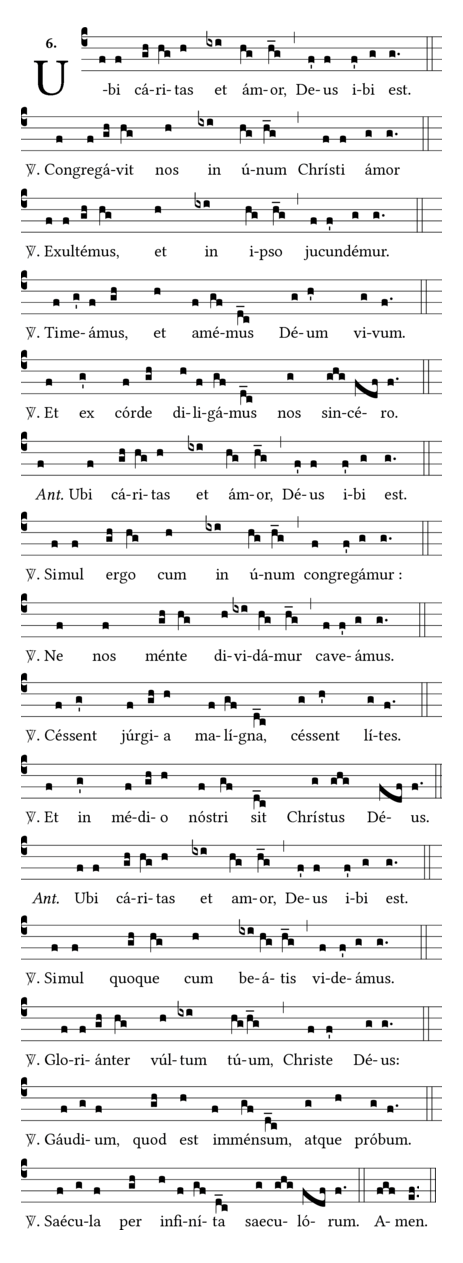
Ubi caritas et amor

Ubi caritas (lat. ‚Wo die Liebe‘) ist eine Antiphon aus der Liturgie des Gründonnerstags. Der Text eines unbekannten Autors lehnt sich an den 1. Johannesbrief (z. B. 1 Joh 4,16 ) an und ist in einer Handschrift aus dem Kloster St. Gallen aus dem 8. Jahrhundert überliefert.
Die Antiphon wurde zusammen mit dem dazugehörigen Hymnus Congregavit nos in unum Christi amor, als dessen Verfasser man Paulinus von Aquileia († 802/804) vermutet, im Mittelalter bis zur Liturgiereform des 20. Jahrhunderts während der Fußwaschung gesungen. Heute sind die Antiphon und fünf Strophen des Hymnus in der Messe vom Letzten Abendmahl zur Gabenbereitung vorgesehen. Bei der aktuell gültigen Übersetzung des Messbuches wurde aber die Metrik des Hymnus nicht berücksichtigt. In der liturgischen Praxis wird daher der Hymnus entweder in der lateinischen Fassung gesungen oder ersetzt. Die unten stehende deutsche Teilübersetzung betrifft die am Gründonnerstag vorgesehenen Strophen, der gesamte Hymnus wurde von Hubert Brosseder übersetzt. Die beiden zuletzt genannten Übersetzungen sind metrisch und können auf die gregorianische Melodie gesungen werden.
In einem schlichten, aber ergreifenden Latein fordert der Text des Hymnus zu den beiden Formen der christlichen Karitas auf: der Gottes- und der Nächstenliebe. Ohne sie befindet man sich in der Dunkelheit, sie ist das höchste Geschenk, sie erfüllt das alte und neue Gesetz (das heißt das Alte und das Neue Testament). Die Liebe verbindet, wo sie nicht ist, herrscht Trennung. Der Hymnus spielt außerdem in bibelnaher Sprache auf Mt 18,20  an. Dass in der Gottes- und Nächstenliebe sowohl das sich vollendende als auch das vollendete Leben bestehe, ja, dass die Liebe der entscheidende Punkt ist, an dem Gott und Mensch eins werden, unterstreicht dieser Hymnus in immer neuen poetischen Wendungen.
Adolf Adam merkt an, dass Ubi Caritas auch als „Caritaslied“ bei einem von Fürsten gespendeten Mahl im klösterlichen Speisesaal angesehen werden kann, aber dass auch die Fußwaschung (das Mandatum) des Gründonnerstag als Sitz im Leben der Dichtung vermutet wird.
Die erste Zeile lautet entweder Ubi caritas et amor (‚Wo Güte und Liebe‘) oder Ubi caritas est vera (‚Wo die Güte wahrhaftig ist‘). Die letztere Fassung wird dabei vom gegenwärtigen Missale Romanum und Graduale Romanum bevorzugt.

## Text
Der Text lautet:
| lateinisch | deutsch |
| --- | --- |
| Ubi caritas et amor Deus ibi est. | Wo Liebe ist und Güte, da wohnt Gott. |
| Von den 12 Strophen à 4 Versen wird meist nur die erste Strophe verwendet: | |
| lateinisch | deutsch |
| Congregavit nos in unum Christi amor exsultemus et in ipso iucundemur. timeamus et amemus Deum vivum et ex corde diligamus nos sincero. Qui non habet caritatem, nihil habet, sed in tenebris et umbra mortis manet; nos alterutrum amemus et in die sicut decet ambulemus lucis filii. Caritas est summum bonum et amplum donum, in qua pendet totus ordo praeceptorum, per quam vetus atque nova lex impletur, quae ad caeli celsa mittit se repletos. Nam ut caritas coniungit et absentes, sic discordia disiungit et praesentes, unum omnes indivise sentiamus, nec ut simul adgregati dividamur. Simul ergo cum in unum congregamur: ne nos mente dividamur caveamus. Cessent iurgia maligna, cessent lites. Et in medio nostri sit Christus Deus. Clamat Dominus et dicit clara voce: ubi fuerint in unum congregati meum propter nomen simul tres vel duo, et in medio eorum ego ero. Haec per coccum priscae legis figuratur, qui bis rubeo colore tingebatur, quia caritas praeceptis in duobus constat, quis Deus amatur atque homo. Ardua et arta via ducit sursum, ampla est atque devexa, quae deorsum, sed perennem dat fraternus amor vitam, et perpetuam malignis lis dat poenam. Tota ergo mente Deum diligamus et illius nil amori praeponamus, inde proximos in Deo ut nos ipsos, diligamus propter Deum inimicos. Unanimiter excelsum imploremus, ut det pacem clemens nostris in diebus, iungant fidei speique opus bonum, ut consortium captemus supernorum. Gloriam aeterno regi decantemus et pro vita dominorum exoremus, multos ut cum ipsis annos gaudeamus, propter quorum hic amore congregamur. Similis et quo beatis videamus glorianter vultum tuum, Christe Deus, gaudium, quod es immensum atque probum, saecula per infinita saeculorum. Amen. | Christi Liebe hat uns geeint. Lasst uns frohlocken und jubeln in ihm! Fürchten und lieben wollen wir den lebendigen Gott und einander lieben aus lauterem Herzen. Wer die Liebe nicht hat, [der] hat [gar] nichts. Nein, er bleibt im Dunkel und [im] Schatten des Todes. Wir [wollen] uns gegenseitig lieben und im Tageslicht, so wie es sein soll, [als] Kinder des Lichts umhergehen. Die Liebe ist das höchste Gut und ein bedeutendes Geschenk. An ihr hängt alles, was es an Vorschriften gibt. (w: der ganze Kanon) Durch sie erfüllt [sich] das alte und das neue Gesetz. In Himmelshöhen schickt sie sie, [weil] sie [sich durch] sie erfüllt [haben]. Denn [so] wie die Liebe auch die verbindet, [die gar] nicht da sind, so bringt die Zwietracht selbst die auseinander, [die] beieinander stehen. Wir [wollen] alle zusammen den Einen [im Herzen] tragen, damit wir nicht wie eine zufällige Ansammlung [wieder] auseinander gehen. Da wir nun allesamt eines geworden, hüten wir uns getrennt zu werden im Geiste. Es fliehe der Streit, böser Hader möge entweichen: In unserer Mitte wohne Christus der Herr. Der Herr sagt uns und verheißt uns weithin schallend: Wo zugleich zwei oder drei in meinem Namen eines Herzens und in Eintracht sich versammeln, Werde ich auch mitten unter ihnen dasein. Ein steiler und schmaler Weg führt nach oben, breit und bequem der nach unten, aber die geschwisterliche Liebe gibt ewiges Leben, und Streit den Bösen immerwährende Strafe. So lasst uns Gott anhangen aus ganzer Seele, und nichts soll stehen vor seiner Liebe. Lasst uns in Gott dem Nächsten gut sein wie uns selbst und Gottes wegen lieben auch den Feind. Einträchtig lasst uns zum Höchsten flehen, dass gnädig er gebe Frieden in unseren Tagen, sich vereinen das gute Werk mit Glaube und Hoffnung, damit wir das Erbe des Himmels erlangen. Mit den Seligen wollen wir schauen dereinst in der Herrlichkeit, Christus, dein Antlitz. O, welch unermessliche Freude durch die grenzenlose Weite der Ewigkeit. Amen. |

Abweichend hierzu lautet der Text der letzten Strophe in vielen gängigen, insbesondere älteren Versionen, wie in der Abbildung erkennbar, aber auch zum Beispiel im Graduale Romanum (Editio Vaticana):
| lateinisch | deutsch |
| --- | --- |
| Simul quoque cum beátis videámus. Gloriánter vultum tuum, Christe Deus. Gáudium, quod est imménsum, atque probum: Saécula per infiníta saeculórum. Amen. | Zugleich auch mit den Heiligen schauen wir preisend Dein Antlitz, Christus unser Gott. Oh Freude, die ermesslich und unermesslich groß ist: für alle Ewigkeiten. Amen. |

## Vertonungen
Durch Vertonungen aus Taizé ist Ubi caritas auch jenseits der liturgischen Verwendung populär geworden. Es gibt zwei Fassungen aus Taizé, von denen diejenige von Jacques Berthier sowohl im Stammteil des Gotteslobs 2013 (Liednummer 445) als auch in vielen Regionalteilen des Evangelischen Gesangbuchs zu finden ist. Die andere ist von Joseph Gelineau und heißt zur Unterscheidung Ubi caritas Deus ibi est. Einige Gotteslob-Diözesanteile enthalten auch eine ältere Verdeutschung durch Johannes van Acken (1937) Wo die Güte und die Liebe, da ist Gott mit einer Melodie von Heinrich Rohr (1940). Das neue Gotteslob (2013) enthält den lateinischen Kehrvers (Liednummer 285), den vereinfachten deutschen Kehrvers (Liednummer 305,5), drei Strophen des Hymnus in deutscher Übersetzung mit dem Kehrvers (Liednummer 442) und einen mehrstimmigen Satz von Jacques Berthier (Liednummer 445).
Ubi caritas ist aber auch sonst häufig vertont worden; am bekanntesten sind dabei die Motette von Maurice Duruflé aus seinen Vier Motetten opus 10 sowie aus neuester Zeit Fassungen von Morten Lauridsen, Audrey Snyder, Ola Gjeilo und Rihards Dubra. Der walisische Komponist Paul Mealor komponierte einen Chorsatz als Auftragskomposition für die Trauung von Prinz William  und Kate Middleton am 29. April 2011.